# Leiðarvísir

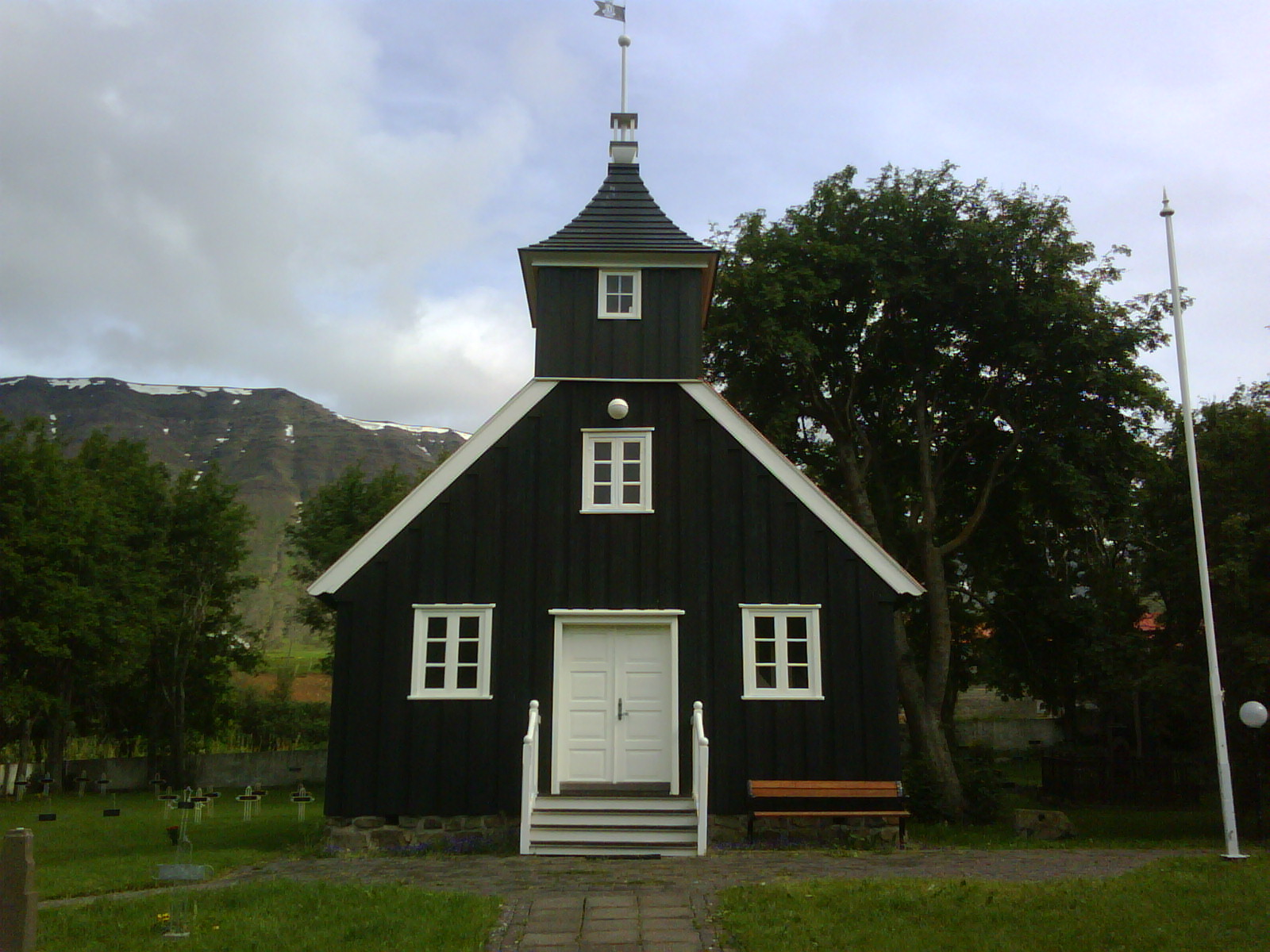
Chiesa di Munkaþverá

Il Leiðarvísir (AFI: [ˈleːiðarvisɪr]), traducibile dall'islandese come "itinerario",  è una relazione di viaggio sul pellegrinaggio fatto nel XII secolo dall'abate Nikulás da Munkaþverá (in Islanda) fino a Roma e Gerusalemme lungo la Via Francigena.

## Storia
L'abate Nikulás Bergsson fu un monaco benedettino che nel 1154 fece ritorno in Islanda dal suo pellegrinaggio in Terra santa. Nel 1155 divenne abate del monastero di Munkaþverá, fondato quell'anno dal vescovo Björn Gilsson della Diocesi di Hólar, dove rimase fino alla morte, avvenuta negli anni 1159-1160.  Il viaggio avvenne tra il 1152 ed il 1153, mentre il Leiðarvísir fu scritto tra l'anno del suo rientro in Islanda, nel 1154, e quello della sua morte, nel 1160.
La metrica dei versi utilizzati nella descrizione dell'itinerario ed i riferimenti alla geografia dei luoghi, alla mitologia nordica ed alla storia della Roma cattolica fanno di Nikulás Bergsson una personalità erudita, che non si è quindi limitato alla cronaca del viaggio, ma che ne ha cercato di evidenziare l'importanza dei luoghi nel contesto del suo pellegrinaggio.

## La cronaca
Il viaggio inizia con la navigazione dall'Islanda verso la Norvegia e quindi la Danimarca. L'itinerario prosegue in Germania, dove vengono descritte tre diverse varianti verso Magonza: le prime due da Stade, mentre la terza ha origine nei Paesi Bassi da Utrecht, descritta come un punto di concentrazione dei pellegrini del Nord Europa diretti a Roma. Si passa poi in Svizzera, dove Vevey rappresenta un altro punto d'incontro tra pellegrini franchi, fiamminghi, inglesi, tedeschi e scandinavi.
In Italia il percorso segue l'Itinerario di Sigerico della Via Francigena dalle Alpi a Roma, per la quale c'è un'accurata descrizione della città e dei principali luoghi di culto. Il racconto prosegue verso sud indicando due varianti del percorso ad est ed ovest della serie di rilievi dei Colli Albani, Monti Lepini, Monti Ausoni e dei Monti Aurunci: la variante ad ovest segue la Via Appia Antica fino a Capua, mentre la variante ad est segue la Via Casilina. Il cammino lascia poi l'Appia dopo Benevento per proseguire inizialmente lungo la Via Traiana verso la Puglia, raggiungere la costa a Siponto ed arrivare a Brindisi, da dove riprendere la navigazione verso la Penisola balcanica, Grecia, Turchia e quindi Gerusalemme.
Per quanto riguarda i tempi, alla fine del suo racconto Nikulás Bergsson riassume in 5 giorni il viaggio dal Giordano ad Acri, 14 giorni di navigazione fino in Puglia, 14 giorni verso Roma, sei settimane fino alle Alpi, tre settimane per Hedeby in Danimarca, sette giorni fino a Viborg e due giorni fino ad Ålborg. A questi si sommano i tempi della navigazione iniziale, che in apertura del racconto vengono stimate in una settimana per il periplo dell'Islanda, altrettanti verso la Norvegia e quindi Ålborg. Il totale è quindi di circa quattro mesi di solo viaggio di andata, da raddoppiare considerando il ritorno.

## Itinerario
Di seguito, le località citate nel Leiðarvísir, raggruppate per nazione moderna, affiancate da un punto interrogativo se non identificabili con siti attuali:

### Danimarca
- Aalborg;
- Viborg;
- Hedeby.

### Germania
- Itzehoe;
- Stade;
- Prima variante
  - Verden;
  - Nienburg;
  - Minden;
  - Paderborn;
  - Horhausen;
  - Kiliandr (?);
- Seconda variante
  - Harsefeld;
  - Walsrode;
  - Hannover;
  - Hildesheim;
  - Bad Gandersheim;
  - Fritzlar;
  - Lich;
- Terza variante
  - Utrecht (Paesi Bassi);
  - Colonia;
- Magonza;
- Worms;
- Spira;

### Francia
- Seltz;
- Strasburgo;

### Svizzera
- Basilea;
- Soletta;
- Avenches;
- Vevey;
- Saint-Maurice;
- Bourg-Saint-Pierre;

### Italia
- Colle del Gran San Bernardo;
- Etroubles;
- Aosta;
- Pont-Saint-Martin.
- Ivrea;
- Vercelli;
- Milano;
- Pavia;
- Piacenza;
- Fidenza;
- Borgo Val di Taro;
- Crucis markaðr (?);
- Frackaskáli (?);
- Pontremoli;
- Mariogilldi (?);
- Santo Stefano di Magra;
- Marioborg (?);
- Luni;
- Kjóformunt (?)
- Lucca;
- Altopascio;
- Ponte a Cappiano;
- Sanctinusborg (Borgo San Genesio);
- Martinusborg (Borgo Marturi, attuale Poggibonsi);
- Semunt (Monte Maggio, a sud di Monteriggioni);
- Siena;
- San Quirico d'Orcia;
- Acquapendente;
- Bolsena;
- Montefiascone;
- Viterbo;
- Sútarinn micli (?) ("Sutri grande");
- Sútarinn litli (?) ("Sutri piccola");
- Monte Mario;
- Roma;
- Prima variante
  - Tusculum;
  - Ferentino;
  - Ceprano;
  - Aquino;
  - Montecassino;
- Seconda variante
  - Albano;
  - Terracina;
  - Fondi;
  - Gaeta;
- Capua;
- Benevento;
- Siponto;
- Barletta;
- Trani;
- Bisceglie;
- Molfetta;
- Giovinazzo;
- Bari;
- Monopoli;
- Brindisi;